# 香西宏昭
香西 宏昭（こうざい ひろあき、1988年7月14日 - ）は、プロ車椅子バスケットボール選手。神奈川県茅ヶ崎市生まれ。ポジションはスモールフォワード。ドイツ・ブンデスリーガのRSV Lahn Dill所属、 日本ではNO EXCUSE所属。車いすバスケットボール男子日本代表選手。

## 来歴
先天性両下肢欠損。小学6年生のときに車いすバスケットボールの体験会に参加し、指導していた選手に誘われ、クラブチーム「千葉ホークス」に入団。中学1年生の夏休み、札幌キャンプ（車いすバスケットボールキャンプ）に参加し、イリノイ大学兼カナダ代表ヘッドコーチのマイク・フログリーの指導を受ける。千葉ホークスでは、2005年から日本車椅子バスケットボール選手権大会で3連覇メンバーとなり、2006年と2007年にMVPを受賞。
高校卒業後の2007年夏に渡米し、イリノイ州のコミュニティカレッジに進学。2010年1月、フログリーがヘッドコーチを務めるイリノイ大学に編入学し、同年の全米大学選手権で優勝に貢献。2011年と2012年は全米準優勝。2012年と2013年はチームのキャプテンを務め、全米大学リーグのシーズンMVPを2シーズン連続で受賞している。。
2013年8月に大学卒業した後、9月にドイツ・ブンデスリーガのハンブルクにプロ契約選手として入団。
2014年、日本での所属チームを「NO EXCUSE」に変更。
2017年、ブンデスリーガのRSV Lahn Dillに移籍。2017-18シーズンにドイツカップで優勝。リーグ戦は2シーズン連続で準優勝の成績を収めた。
2019年、東京パラリンピックに備えるため、RSV Lahn Dillを退団し、活動の軸足を日本国内に移した。
2021年、東京パラリンピック終了後にRSV Lahn Dill復帰。

## 日本代表歴
高校1年生のとき、U-23車いすバスケットボール男子日本代表に選出される。2005年ジュニア世界選手権で準優勝し、オールスター5を受賞。2006年、車いすバスケットボール男子日本代表に選出され、IWBF車いすバスケットボール世界選手権に出場。2008年、北京パラリンピックでパラリンピックに初出場し、以後、2012年ロンドン、2016年リオデジャネイロ、2021年東京と4大会連続で出場。銀メダルを獲得した東京大会は、通算フィールドゴール成功率55.1%で第3位、とりわけ3ポイントシュートは成功数14本および成功率51.9%は共にトップとなり、イリノイ大学時代から香西を知るアメリカ代表ヘッドコーチのロン・ライキンスなど世界の多数から称賛された。

## プレースタイル
シューターとして得点を狙いながら、他の選手への効果的なアシストが出来るオールラウンダー。アメリカのイリノイ大学とドイツのプロチームで長年プレーして磨いたワールドクラスのスピード、テクニック、シュート力などを有する日本のエースの一人。